# Коновалова, Мария Ивановна
Мария Ивановна Конова́лова (фамилия при рождении Пантюхова; 14 августа 1974, Ангарск, СССР) — российская легкоатлетка, специализируется в беге на длинные дистанции. Чемпионка России в беге на 5000 метров (2009, 2010). Золотой призёр чемпионата Европы по кроссу 2005 года в командном первенстве и серебряный призёр чемпионата Европы по кроссу 2006 года в личном. Пятое место на Олимпиаде в Пекине на дистанции 10 000 м.
В настоящее время отбывает двухлетнюю дисквалификацию, все результаты с 14 августа 2009 года аннулированы.

## Основные результаты
| Год  | Турнир                     | Место проведения               | Место | Результат/Вид       |
| ---- | -------------------------- | ------------------------------ | ----- | ------------------- |
| 2006 | Чемпионат Европы по кроссу | Сан-Джорджо-су-Леньяно, Италия | 2-е   | 25.18 (кросс)       |
| 2007 | Чемпионат мира             | Осака, Япония                  | 11    | 15.09,71 (5000 м)   |
| 2008 | Чемпионат России           | Казань, Россия                 | 3-е   | 14.38,09 (5000 м)   |
| 2008 | Чемпионат России           | Казань, Россия                 | 2-е   | 30.59,35 (10 000 м) |
| 2009 | Чемпионат России           | Чебоксары, Россия              | 1-е   | 14.42,06 (5000 м)   |
| 2009 | Чемпионат России           | Чебоксары, Россия              | 2-е   | 30.31,03 (10 000 м) |
| 2009 | Чемпионат мира             | Берлин, Германия               | 11    | 31.26,94 (10 000 м) |
| 2010 | Лондонский марафон         | Лондон, Великобритания         | 16-е  | 2:35.21             |
| 2010 | Чемпионат России           | Саранск, Россия                | 1-е   | 14.49,68 (5000 м)   |
| 2010 | Чемпионат Европы           | Барселона, Испания             | 5-е   | 15.08,84 (5000 м)   |
| 2010 | Чикагский марафон          | Чикаго, США                    | 3-е   | 2:23.50             |
| 2013 | Чикагский марафон          | Чикаго, США                    | 3-е   | 2:22.46             |

9 марта 2014 года выиграла Нагойский марафон с результатом 2:23.43. 8 марта 2015 года заняла 2-е место на Нагойском марафоне — 2:22.27.

## Дисквалификация
5 ноября 2015 антидопинговая комиссия Всероссийской федерации легкой атлетики дисквалифицировала М. И. Конвалову на два года за отклонения в гематологическом профиле; результаты спортсменки с 14 августа 2009 года будут аннулированы.